# Handlová
Handlová (njem. Krickerhau, mađ. Nyitrabánya) grad je u središnjoj Slovačkoj u Trenčinskom kraju. Grad upravno pripada Okrugu Prievidza.

## Zemljopis
Grad se smjetio u dolini potoka Handlovka, okružen planinama Vtáčnik na zapadu i Žiar na jugu, istoku i sjeveru. Središte okruga Prievidza udaljena je 15 km, a grad Žiar nad Hronom 20 km.
Osim glavnog naselja gradu pripadaju i naselja Morovno (sjeverozapadno) i Nova Lehota (južno), oba pripojena gradu 1976. godine.

## Povijest
Grad je osnovan 1376. godine i naseljavaju ga njemački doseljenici, koji su kasnije poznati kao Karpatski Nijemci. Rudarstvo ima veliku tradiciju u gradu; prvi ugljen iskopan je u drugoj polovici 18. stoljeća. Grad je imao veliki udio njemačkog stanovništva sve do Drugog svjetskog rata. Handlova je status grada dobila 1960. godine.

## Stanovništvo
| Godina:     | 1993.  | 2003.   | 2013.   | 2023.    |
| ----------- | ------ | ------- | ------- | -------- |
| Broj ljudi: | 18 116 | 17 819  | 17 615  | 15 608   |
| Razlika:    |        | -1,63 % | -1,14 % | -11,39 % |

| Godina:     | 2022.  | 2023.   |
| ----------- | ------ | ------- |
| Broj ljudi: | 15 780 | 15 608  |
| Razlika:    |        | -1,08 % |

Po popisu stanovništva iz 2001. godine grad je imao 18.018 stanovnika. Po popisu stanovništva u gradu živi najviše Slovaka.
- Slovaci 96,14 %
- Romi 0,86 %
- Mađari 0,85 %
- Česi 0,67 %
- Nijemci 0,24 %

Prema popisu stanovništva prema vjeroispovijesti 46,10 % stanovnika su ateisti, rimokatolika ima 44,7 %, a luterana 2,42 %.

## Poznate osobe
- Martin Škrtel slovački nogometaš i reprezentativac.

## Gradovi prijatelji
- Zábřeh, Češka

## Vanjske poveznice
- Službena stranica grada

### Ostali projekti
|  | Zajednički poslužitelj ima još gradiva o temi Handlová |